# Microsteira glabrifolia
Microsteira glabrifolia är en tvåhjärtbladig växtart som beskrevs av Arenes. Microsteira glabrifolia ingår i släktet Microsteira och familjen Malpighiaceae. Inga underarter finns listade i Catalogue of Life.